# 梅滕修道院

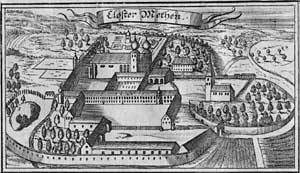
Anton Wilhelm Ertl的《巴伐利亚选侯国地图集》（Churbaierisches Atlas）版画上的梅腾修道院，1687年

梅滕修道院，全称梅滕圣米迦勒修道院（德語：或），是一座位于代根多夫附近的小镇梅滕的本笃会修道院。坐落于德国巴伐利亚的巴伐利亚森林边缘，多瑙河谷间。
始建于766年，数世纪以来都处于巴伐利亚选帝侯的统治之下。查理曼788年在雷根斯堡建都三年后，修道院院长乌托将此修道院献给了这位法兰克统治者，将此修道院作为皇家修道院（Royal Abbey）。加洛林王朝灭亡后，梅腾修道院成了帝国修道院（Imperial Abbey）。
1415年在该修道院书库发现的一份手稿帮助人们辨识了在圣本笃金属牌上的Vade Retro Satana（“撒旦退后”）系列缩写的意思。

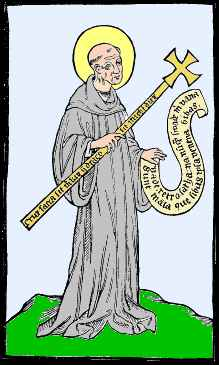
拿着十字和卷轴的圣本笃像，卷轴上书“Vade retro satana”句，出自1415年在梅腾修道院发现的抄本

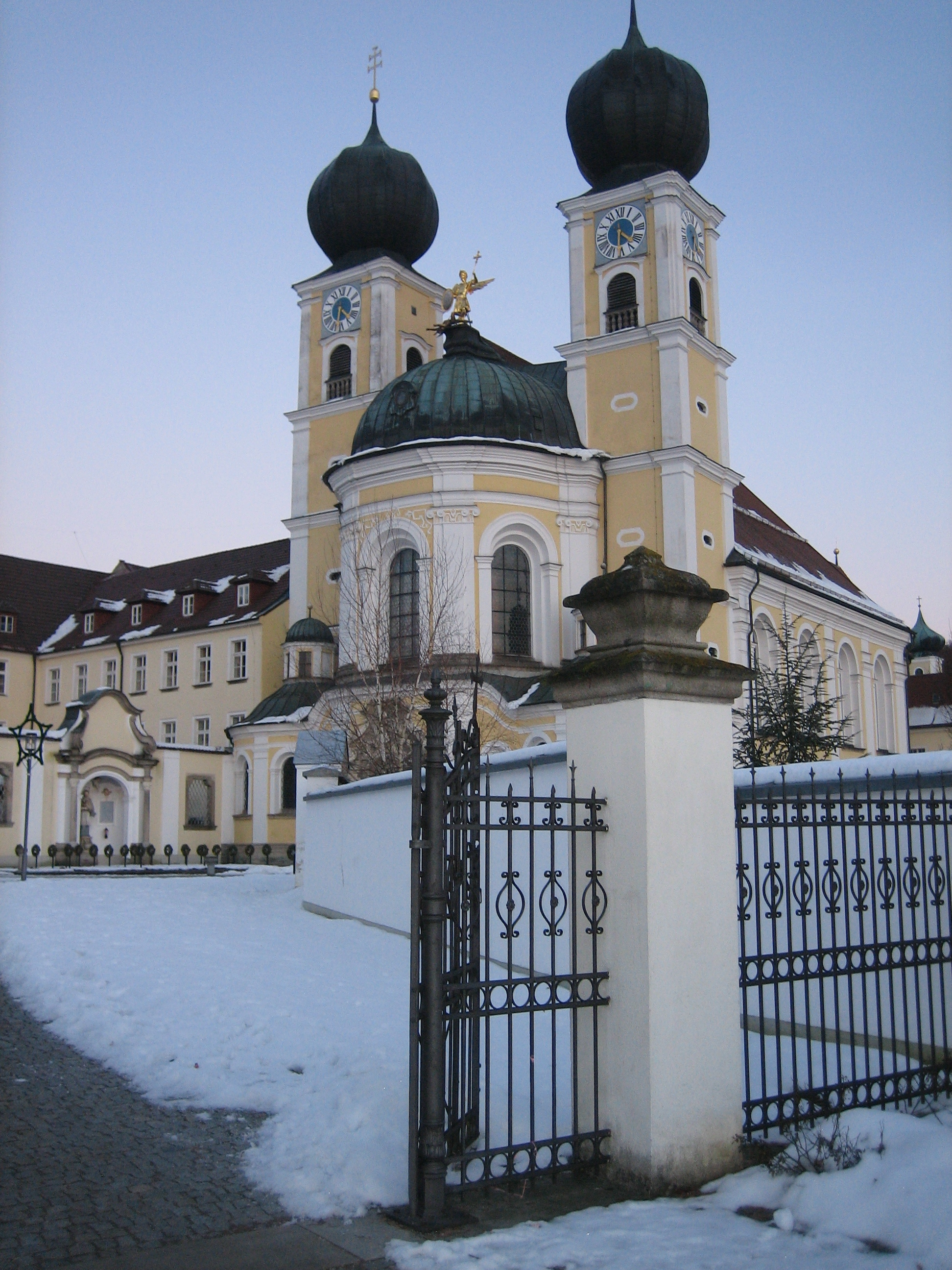
从梅滕的市场望向修道院的教堂
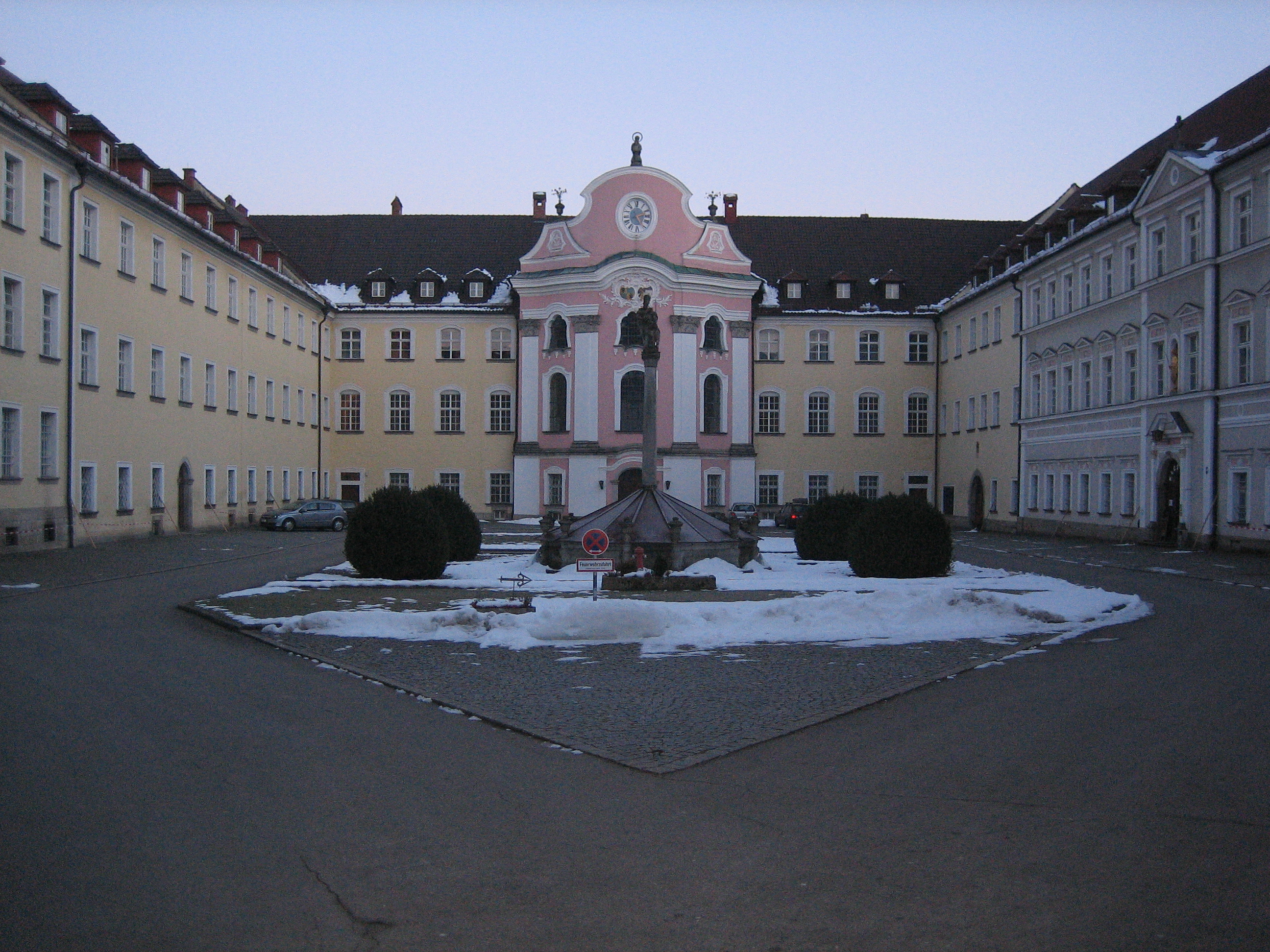
修道院庭院
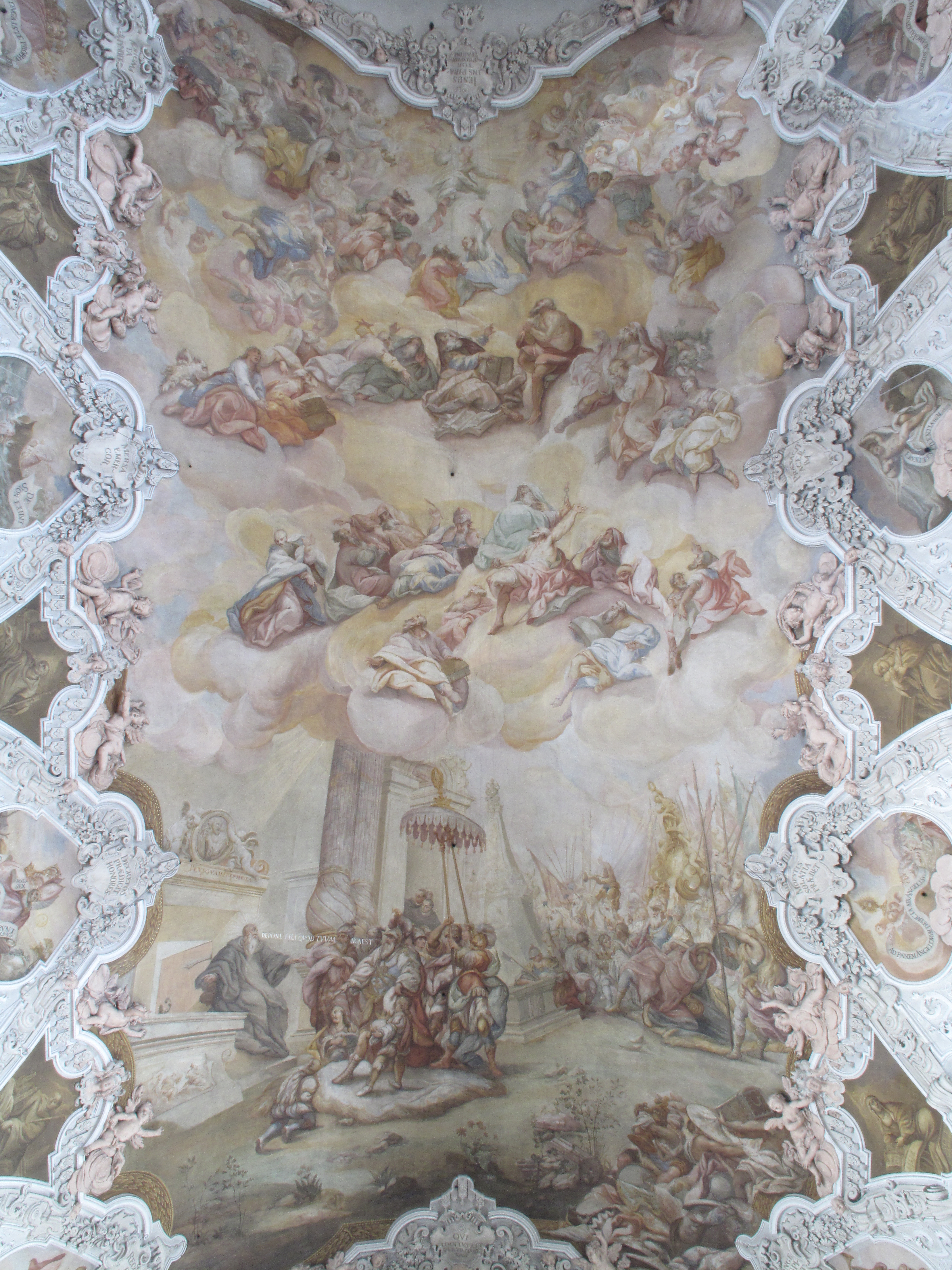
天井壁画